# 中華民國—尚比亞關係
中華民國與尚比亞共和國無正式外交關係，目前也沒有在對方首都互設具大使館功能的代表機構。對尚比亞的相關事務由駐南非共和國臺北聯絡代表處兼轄。

## 政治

### 外交

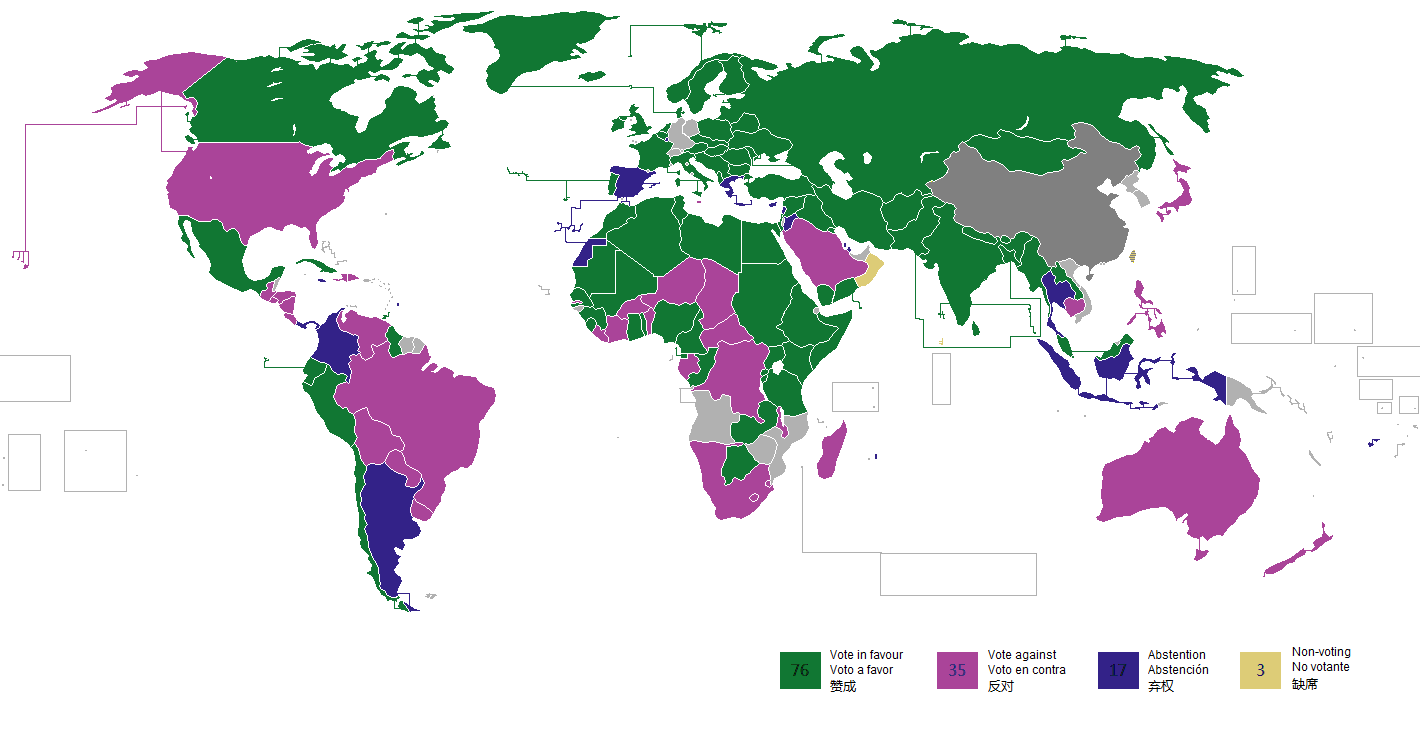
綠色國家表示在1971年的投票中反對中華民國續留聯合國，即《聯合國大會2758號決議》，其中包括尚比亞。

1971年10月25日，第26屆聯合國大會就尚比亞等23國所提出的「恢復中華人民共和國在聯合國的合法權利」議案進行表決。最終以76票贊成、35票反對、17票棄權的結果通過。根據《聯合國憲章》和聯合國大會議事規則，提案通過即成為正式決議，是為《聯合國大會2758號決議》。中華民國、馬爾地夫、阿曼等3國未投票。代表中國正統的中華民國政府，以外交部長周書楷為代表，在表決之前數小時，於大會上主動宣布退出聯合國。日後，中華民國政府將此決議稱為「排我納匪案」。

## 經濟

### 貿易
| 年分 | 貿易總額    | 貿易總額 | 貿易總額 | 出口至尚比亞 | 出口至尚比亞 | 出口至尚比亞 | 自尚比亞進口 | 自尚比亞進口 | 自尚比亞進口 | 順逆差 |
| 年分 | 金額        | 年增減   | 排名     | 金額         | 年增減       | 排名         | 金額         | 年增減       | 排名         | 順逆差 |
| ---- | ----------- | -------- | -------- | ------------ | ------------ | ------------ | ------------ | ------------ | ------------ | ------ |
| 2017 | 90,569,307  | ▲0.6%    | 93       | 1,829,380    | ▲13.1%       | 162          | 88,739,927   | ▲0.4%        | 68           | 逆差▲  |
| 2018 | 79,961,827  | ▼11.7%   | 92       | 3,818,704    | ▲108.7%      | 151          | 76,143,123   | ▼14.2%       | 74           | 逆差▼  |
| 2019 | 56,436,727  | ▼29.4%   | 98       | 2,658,769    | ▼30.4%       | 162          | 53,777,958   | ▼29.4%       | 80           | 逆差▼  |
| 2020 | 56,735,689  | ▲0.5%    | 97       | 3,180,798    | ▲19.6%       | 160          | 53,554,891   | ▼0.4%        | 81           | 逆差▼  |
| 2021 | 172,911,229 | ▲204.8%  | 78       | 2,351,633    | ▼26.1%       | 165          | 170,559,596  | ▲218.5%      | 60           | 逆差▲  |
| 2022 | 150,660,527 | ▼12.9%   | 87       | 2,302,866    | ▼2.1%        | 164          | 148,357,661  | ▼13.0%       | 66           | 逆差▼  |
| 2023 | 59,312,500  | ▼60.6%   | 101      | 2,182,186    | ▼5.2%        | 164          | 57,130,314   | ▼61.5%       | 83           | 逆差▼  |
| 2024 | 65,509,160  | ▲10.4%   | 96       | 2,021,165    | ▼7.4%        | 165          | 63,487,995   | ▲11.1%       | 77           | 逆差▲  |

2023年的兩國貿易項目如下：
出口至尚比亞的前10大項目為：特定用途機械之零件；印刷版、滾筒與其他印刷組件之印刷机以及打印机、复印机與傳真機；機動車輛所用之零件與附件；液體泵、液體昇送器；電話機（包括智能手机），以及其他傳輸或接收聲音、圖像之有線或无线网络通訊器具；機器或器具之電氣零件；新橡膠氣胎；特殊物品，含出口未超過5萬新臺幣之小額報單與其他零星物品；手用扳手與扳鉗、有無把手之可互換扳手套筒；橡膠或塑料加工機或以此類原料製造產品之機械等。
自尚比亞進口的前10大項目為：未經塑性加工精炼銅與銅合金；銅礦石及其精砂；木材；寶石（不包括钻石）與次寶石；貴金屬或被覆貴金屬之首飾及其配件；烟叶；其他活動物；不帶毛之其他動物鞣制皮革或胚皮革；特殊物品，含進口未超過5萬新臺幣之小額報單與其他零星物品；絕緣電線、電纜與其他絕緣電導體等。

### 投資
截至2023年，兩國尚無相互直接投資紀錄。

### 組織
目前在尚比亞無臺商或臺僑組織。

## 簽證

持中華民國護照的中華民國國民簽證要求分布圖：入境尚比亞可以免簽證／電子簽證。

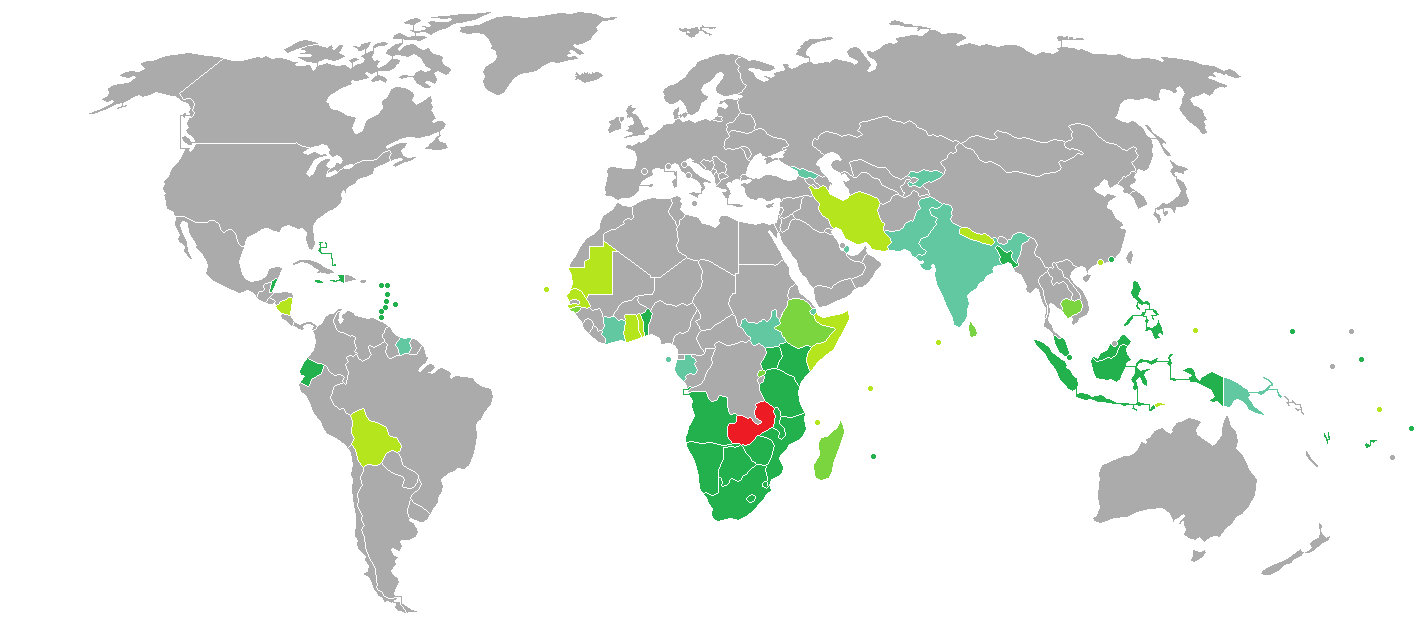
持尚比亞護照的尚比亞人口簽證要求分布圖：入境中華民國需要簽證。

兩國國民皆須申請簽證方可入境對方國家。持中華民國護照的中華民國國民可以短期觀光免簽證入境尚比亞，亦可至該國電子簽證網站申請簽證。
持尚比亞護照的尚比亞國民抵台參加由中央政府機關主辦、協辦或贊助之國際會議、運動賽事、商展或其他活動，可以電子簽證入境中華民國，停留最多30天並不得延期。

## 交通

### 航空

#### 客運
兩國無直航班機，可經由（不計航點遠近，截至2023年6月30日）：
- 臺北→杜拜、伊斯坦堡，再轉機前往尚比亞的肯尼思·卡翁达国际机场。

## 外部連結
- 中華民國外交部－尚比亞共和國簡介 （页面存档备份，存于）
- 駐南非共和國台北聯絡代表處
- 外交部領事事務局－國外旅遊警示分級表
- 中華民國衛生福利部－國際旅遊疫情建議等級
- 中華民國國際經濟合作協會 （页面存档备份，存于）